# Sphaerophoria lavandulae
Sphaerophoria lavandulae är en tvåvingeart som först beskrevs av Macquart 1829.  Sphaerophoria lavandulae ingår i släktet sländblomflugor, och familjen blomflugor.
Artens utbredningsområde är Frankrike. Inga underarter finns listade i Catalogue of Life.